# トリツカレ男
『トリツカレ男』（トリツカレおとこ）は、いしいしんじによる短編小説。2001年10月1日にビリケン出版より刊行された。2006年3月28日に新潮社（新潮文庫）より文庫版が刊行。

## あらすじ
ジュゼッペはみんなから「トリツカレ男」とよばれていた。一度何かにとりつかれると、ほかのことにいっさい気がむかなくなる。そのせいでなんどもあぶない目にあっても、こりずにとことん取りつかれるのだ。
そんなある秋の日、ジュゼッペは風船売りの少女・ペチカと出会った。ペチカにとりつかれてしまったジュゼッペは、彼女の笑顔にある“くすみ”をぬぐい去る為に奮闘する。

## 登場人物
ジュゼッペ
皆から「トリツカレ男」と呼ばれている青年。一度何かに夢中になると、トコトンやり続ける。そのおかげで、数々の部門を極めている。
ペチカ
風船売りの少女。3年前に東の外国から母親のやって来た。インコを飼っている。
ハツカネズミ
ジュゼッペがハツカネズミの繁殖に取りつかれていた時に産まれた、言葉を理解するネズミ。
レストランの主人
ジュゼッペが働いているレストランの主人。
ツイスト親分
ツイストが好きなギャング。
ペチカのお母さん
喘息が酷く、治療院に入院する為にペチカと一緒にやって来た。
タタン
年齢40歳の中学教諭で、ペチカの婚約者。ホッケーが得意。

### ジュゼッペがトリツカレた物
- オペラ
- 三段跳び - 地区大会で競技用の砂場を飛び越し、世界記録を大きく更新し1位。続く勢いで地方大会も1位になるが、全国大会直前で別の物に取りつかれて大会をすっぽかした。
- 探偵 - 全国の探偵と知り合い、実際にいくつかの事件を解決した。が、不法侵入や名誉棄損で牢屋に入れられた回数の方が多かった。
- 昆虫採集
- 外国語の通信教育 - 15か国語の語学を身に付る。
- なぞなぞ
- カメラ収集
- 潮干狩り
- 潮干狩りで拾った貝や石を磨く
- 綱渡り
- 腹筋/背筋運動
- サングラス収集 - 自分でかける事なく、ただ集めるだけ。
- ナッツ投げ - 最高で一度に5個のピーナッツを投げて食べた。
- 使い古しの封筒集め
- ガラス吹き
- 誰も見た事がないほどでっかい雪だるまづくり
- 雪細工
- 競歩
- 息を止める - 結果、いきなり泡を吹いて倒れた。
- ハツカネズミの飼育
- バスクラリネット
- 刺繍
- 長くてぶあついサンドイッチ作り

## 舞台

### 演劇集団キャラメルボックス版
2007年と2012年に上演された。また、2012年版は一部ダブルキャスト。脚本・演出は成井豊。
舞台はイタリアの架空の街「アルコバレーノ」(イタリア語で虹と言う意味)。ヴェネツィアで行われる仮面祭を題材にしたシーンがあり、ジュゼッペは仮面作りにも取りつかれていたという設定が追加されている。そのシーンにおいて、ジャグリング(リング・ポイ・シガーボックス・フラッグ)も披露される。

#### 出演
- ジュゼッペ - 畑中智行(2007年・2012年)
- ペチカ - 岡内美喜子(2007年)/星野真里(2012年)
- トト【ハツカネズミ】 - 岡田達也(2007年)/金子貴俊(2012年)
- ニーナ【ペチカのインコ】 - 渡邊安理(2007年・2012年)
- アンナ【ジュゼッペの姉】 - 坂口理恵(2007年・2012年)
- ビアンカ【アンナの娘】 - 井上麻美子(2007年)/小林春代<RED>・笹川亜矢奈<GREEN>(2012年)
- フィオリーナ【レストランの主人】 - 岡田さつき(2007年・2012年)
- マルコ【ジュゼッペの同僚ウエイター】 - 左東広之(2007年・2012年)
- アメデオ【ジュゼッペの同僚コック】 - 阿部祐介(2007年)/市川草太<RED>・鈴木秀明<GREEN>(2012年)
- イザベラ【ジュゼッペの幼馴染の記者】 - 温井摩耶(2007年)/原田樹里(2012年)
- レオナルド【イザベラの同僚記者】 - 三浦剛(2007年・2012年)
- ロミオ【ツイスト親分】 - 菅野良一(2007年)/阿部丈二(2012年)
- セルジオ【ロミオの子分】 - 筒井俊作(2007年・2012年)
- アントニオ【ロミオの子分】 - 小多田直樹(2007年・2012年)
- タタン - 西川浩幸(2007年・2012年)
- オルガ【ペチカの母親】 - 大森美紀子(2007年)/林貴子(2012年)
- ピエトロ【オルガの主治医】 - 多田直人(2007年)/鍛治本大樹<RED>・小笠原利弥<GREEN>(2012年)

### アトリエ・ダンカンプロデュース版
2009年音楽劇として上演された。脚本:倉持裕・演出:土田英生・振付:小野寺修二・音楽:青柳拓次/原田郁子。
東京公演が行われた天王洲銀河劇場のロビーでは坂元健児の発案で、トリツカレ男特製ドリンク（「トリツカレ男」・「ジュゼッペ」・「ペチカ」の3種類）が発売された。

#### 出演
- ジュゼッペ - 坂元健児
- ペチカ - 原田郁子
- ペチカのママ - 浦嶋りんこ
- タタン - 小林正寛
- ハツカネズミ - 尾方宣久
- ツイスト親分 - 尾藤イサオ
- ほか - 江戸川卍丸、大熊隆太郎、榊原毅、鈴木美奈子、中村蓉、藤田桃子

### NAPPOS PRODUCE版
2021年に上演された。過去のキャラメルボックス公演と同じく、成井豊が脚本・演出を手がける。また、キャラメルボックス版でジュゼッペを演じた畑中智行が、今作ではトト（ハツカネズミ）役を演じていて、また、他にも過去作に出演している者もいる。

#### 出演
- ジュゼッペ（レストランのウェイター） - 野田裕貴
- ペチカ（風船売り） - 原田樹里
- トト（ハツカネズミ） - 畑中智行
- イザベラ（カメラマン） - 稲田ひかる
- レオナルド（新聞記者） - 荒木健太朗
- ロミオ（ギャングのボス） - 久保貫太郎
- セルジオ（ロミオの秘書） - 三浦剛
- アントニオ（ロミオの護衛） - 島野知也
- アンナ（ジュゼッペの姉） - 百花亜希
- ビアンカ（ジュゼッペの姪） - 建入深雪
- フィオリーナ（レストランのオーナー） - 幸田尚子
- マルコ（レストランのウェイター） - 森下亮
- アメデオ（レストランのコック） - 舟木健
- ニーナ（インコ） - 澤田美紀
- タタン（ペチカの恩師） - 多田直人
- オルガ（ペチカの母） - 石川寛美
- ピエトロ（医師） - 上ノ町優仁

## 劇場アニメ
2025年5月21日、劇場アニメ化が発表された。アニメーション制作をシンエイ動画、監督を髙橋渉、キャラクターデザインを荒川眞嗣が務める。
2025年7月29日、ジュゼッペ役をAぇ!groupの佐野晶哉、ペチカ役を上白石萌歌、音楽をAwesome City Clubのatagiが担当することが発表された。公開は2025年11月7日
。

### スタッフ
| 原作                 | いしいしんじ 『トリツカレ男』（新潮文庫刊） |
| 監督                 | 髙橋渉                                      |
| 脚本                 | 三浦直之                                    |
| キャラクターデザイン | 荒川眞嗣                                    |
| アニメーション制作   | シンエイ動画                                |
| 製作                 | 映画「トリツカレ男」製作委員会              |
| 配給                 | バンダイナムコフィルムワークス              |

## 参考
1. ↑  演劇集団キャラメルボックス『キャラメルボックス2012スプリングツアー1 トリツカレ男 トーク&フォトブック』株式会社ネビュラプロジェクト、2012年初版、35・36頁より引用
2. ↑  “音楽劇「トリツカレ男」ブログ『わらし通信14』”.  アトリエ・ダンカン. 2012年9月20日閲覧。
3. ↑  “舞台「トリツカレ男」開幕、成井豊が「もっとおもしろくするぞ」と意気込み”. ステージナタリー (2021年10月17日). 2023年11月2日閲覧。
4. ↑  “いしいしんじの小説「トリツカレ男」アニメ映画化、ミュージカルシーン収めた特報公開”.   映画ナタリー編集部 (2025年5月21日). 2025年6月1日閲覧。
5. ↑  “佐野晶哉＆上白石萌歌がミュージカルアニメ映画「トリツカレ男」声優担当、音楽はオーサムatagi”.   音楽ナタリー編集部 (2025年7月29日). 2025年8月10日閲覧。